# Uchiko
Uchiko (jap. 内子町 Uchiko-chō) – miasto w Japonii, na wyspie Sikoku, w prefekturze Ehime. Według danych na rok 2020 miejscowość zamieszkiwało 15 322 mieszkańców , a gęstość zaludnienia wyniosła 51,2 os./km².